# Hannes Agnarsson
Hannes Agnarsson (Tórshavn, 26 de febrero de 1999) es un futbolista feroés que juega en la demarcación de delantero para el B36 Tórshavn de la Primera División de las Islas Feroe.

## Selección nacional
Tras jugar con la selección de fútbol sub-17 de Islas Feroe, la sub-19 y la sub-21, finalmente debutó con la selección absoluta el 9 de octubre de 2021. Lo hizo en un partido de clasificación para la Copa Mundial de Fútbol de 2022 contra Islas Feroe que finalizó con un resultado de 0-2 a favor del combinado austriaco tras los goles de Konrad Laimer y Marcel Sabitzer.

## Clubes
| Club                 | País        | Año       | Partidos | Goles |
| -------------------- | ----------- | --------- | -------- | ----- |
| B36 Tórshavn         | Islas Feroe | 2015-2022 | 108      | 16    |
| Hellerup IK (cedido) | Dinamarca   | 2022      |          |       |
| B36 Tórshavn         | Islas Feroe | 2023-     | 53       | 12    |

## Palmarés

### Campeonatos nacionales
| Título                          | Club         | País        | Año  |
| ------------------------------- | ------------ | ----------- | ---- |
| Primera División de Islas Feroe | B36 Tórshavn | Islas Feroe | 2015 |
| Copa de Islas Feroe             | B36 Tórshavn | Islas Feroe | 2018 |